# Sheridan Le Fanu
Joseph Thomas Sheridan Le Fanu (Dublin, 28 de agosto de 1814 - Dublin, 7 de fevereiro de 1873) foi um escritor irlandês de contos góticos e romances de mistério. Ele foi o primeiro escritor de histórias de terror do século XIX e teve uma influência seminal sobre o desenvolvimento deste género na era vitoriana.

## Vida
Le Fanu nasceu em Dublin numa família de literatos de origem huguenote. Entrou no Trinity College da cidade em 1833, onde se destacou academicamente. Começou a publicar relatos curtos na Dublin University Magazine em 1838. A partir de 1840 passou a ser dono de jornais como o Warden e o Dublin Evening Mail.
Em 1844 casou-se com Susanna Benett, com quem teve quatro filhos. O casamento passou por tempos economicamente difíceis, e a mulher faleceu em 1858 por causas desconhecidas. Le Fanu culpou-se a si mesmo pela morte da esposa, e passou muito tempo afastado da vida pública após o incidente. Entre 1853 e 1861 não publicou nenhuma obra.
Em 1861 Le Fanu passou a ser dono e editor da Dublin University Magazine, onde publicava suas histórias de maneira seriada. Mais tarde, essas histórias eram reunidas em livros. Le Fanu vendeu a Magazine em 1869 e morreu em Dublin em 1873.

## Obra
Le Fanu escreveu em vários gêneros literários, mas é principalmente conhecido hoje por suas obras de mistério e horror. Entre suas obras principais figuram:
- Uncle Silas (1864): considerada sua principal novela gótica.

- In a Glass Darkly (1872): coleção de histórias curtas intituladas:
  - The Green Tea
  - The Familiar
  - Mr Justice Harbottle
  - The Room in the Dragon Volant
  - Carmilla: a personagem do título é uma vampira que ataca jovens mulheres, numa trama com conotações lésbicas. Teve grande influência em Bram Stoker, autor de Drácula (1897).